# 東島池
東島池（ひがしじまいけ）は、岐阜県各務原市にある池。農業の灌漑用ため池である。
国のものとなっており、水利権のみ蘇原東島町が所有している。

## 概要
池の周囲は約397mで、面積は約9,187m2。
縄文時代の尖頭器や有舌尖頭器が採集されている。
2000年（平成12年）池の周囲が「東島池公園」として整備される。

## アクセス
- JR高山本線 蘇原駅より徒歩で約15分。
- 名鉄各務原線 三柿野駅より徒歩で約12分。
- 各務原市ふれあいバス「東海中央病院南口」バス停より徒歩ですぐ。